# Скардупа (приток Буды)
Скардупа (устар. Скардупис) — река в Калининградской области России. Устье реки находится в 4 км от устья реки Буда по правому берегу. Длина реки — 11 км.

## Данные водного реестра
По данным государственного водного реестра России, относится к Балтийскому бассейновому округу, водохозяйственный участок реки — Преголя. Относится к речному бассейну реки Неман и рекам бассейна Балтийского моря (российская часть в Калининградской области).
Код объекта в государственном водном реестре — 01010000212104300010022.